# BSA-Akademie
Die BSA-Akademie ist eine deutsche Fernschule mit Sitz der Zentrale in Saarbrücken. Sie hat 21 Lehrgangszentren in Deutschland und zwei in Österreich. Der Schwerpunkt der Lehrgänge liegt in den Fachbereichen Prävention, Fitness, Sport und Gesundheit.

## Historie BSA
Die BSA-Akademie wurde 1983 gegründet.  1983 fand der erste Lehrgang zum „Fitnesstrainer-B-Lizenz“ in München statt. Seit 1987 sind die Lehrgänge durch die Staatliche Zentralstelle für Fernunterricht (ZFU) geprüft und zugelassen. Seit 1988 werden durch eine Kooperation mit dem Berufsförderungsdienst der Bundeswehr die Lehrgänge für Bundeswehrangehörige gefördert. Die Niederlassung in Leipzig wurde im Jahr 1989 gegründet. Die Zentrale befindet sich seit 2004 in Saarbrücken auf dem Gelände der Hermann Neuberger Sportschule. 2018 wurde die BSA-Akademie durch das  Zertifizierungsunternehmen QUARCERT überprüft und als „Träger nach dem Recht der Arbeitsförderung“ zertifiziert.
2022 wurden etwa 80 verschiedene nebenberufliche Qualifikationen angeboten.

## Lehrgänge, Abschlüsse und Lizenzen
Der Wissenserwerb erfolgt durch Fernunterricht und kompakte Präsenzphasen, die wahlweise digital oder vor Ort an den Lehrgangszentren absolviert werden können. Den Teilnehmern stehen Fernlehrer in der Zentrale telefonisch oder per E-Mail zur Verfügung, um fachliche Fragen zu klären oder Prüfungsbewertungen zu besprechen. Je nach Lehrgang stellen die Teilnehmer in einer schriftlichen, praktischen und/oder mündlichen Abschlussprüfung abschließend ihr erworbenes Wissen unter Beweis.
Die BSA-Akademie bietet für den Fitnessfachwirt IHK und den Fachwirt für Prävention und Gesundheitsförderung  jeweils eine  Fachwirtprüfung an.
Seit 1997 ist für die Vorbereitung auf die Prüfung zum Fitnessfachwirt unter bestimmten Voraussetzungen eine finanzielle Förderung nach dem Aufstiegsfortbildungsförderungsgesetz (Meister-BAföG),  der Bundesagentur für Arbeit und durch die Bildungsprämie möglich. Seit 2007 ist für die Vorbereitung auf die Prüfung zum Fachwirt für Prävention und Gesundheitsförderung eine Förderung durch den Bildungsscheck NRW und anderer regionaler Fördermittel in Hessen, Rheinland-Pfalz und Niedersachsen möglich.
Die BSA-Akademie bietet den Lehrgang „Führungskraft für Bäderbetriebe“ an, der inhaltlich auf die Prüfung „Gepr. Meister/in für Bäderbetriebe“ vorbereitet sowie den IHK-Zertifikatslehrgang „Fachkraft für betriebliches Gesundheitsmanagement (IHK)“  und  die Qualifikation zur „Fachkraft UVSV“. Weitere Lehrgänge werden auf der Website beschrieben.
Die Deutsche Hochschule für Prävention und Gesundheitsmanagement ist ein Schwesterunternehmen der BSA-Akademie.

## Mitgliedschaften
Die BSA-Akademie  ist Mitglied im DSSV-Arbeitgeberverband deutscher Fitness- und Gesundheits-Anlagen und dem Fachverband Forum DistancE-Learning.